# Araxá
Araxá város Brazíliában, Minas Gerais államban. Lakosainak száma 111 691 fő (2022). Araxá Perdizes, Ibiá, Sacramento és Tapira községekkel határos.

## Népesség
A település népességének változása:
| Lakosok száma | 93 672 | 103 287 | 107 337 | 108 403 | 111 691 |
|               | 2000   | 2016    | 2020    | 2021    | 2022    |